# Tim Hopper
Tim Hopper es un actor estadounidense, reconocido principalmente por sus papeles en los filmes Todo por un sueño (1995) y Escuela de rock (2003), y en las series Oz (1997), The Americans (2013), Chicago Fire (2017) y Utopia (2020). Activo principalmente en el teatro, ha hecho parte de la Steppenwolf Theatre Company de Chicago desde 1988.

## Filmografía

### Cine
| Año  | Título                             | Papel            |
| ---- | ---------------------------------- | ---------------- |
| 1991 | Frankie & Johnny                   | Lester           |
| 1991 | Class Action                       | Howie            |
| 1991 | Das Gesetz der Macht               | Howie            |
| 1992 | The Last of the Mohicans           | Ian              |
| 1994 | Squanto: A Warrior's Tale          | William Bradford |
| 1995 | To Die For                         | Mike Warden      |
| 2001 | Vanilla Sky                        | Hombre de azul   |
| 2002 | Pipe Dream                         | Mitch Farkas     |
| 2002 | Personal Velocity: Three Portraits | Sr. Brown        |
| 2003 | School of Rock                     | Padre de Zack    |
| 2007 | Gardener of Eden                   | Bill Huxley      |
| 2007 | First Born                         | Oficial White    |
| 2009 | Tenderness                         | Dan Komenko      |
| 2019 | Knives and Skin                    | Dan Kitzmiller   |
| 2023 | Perpetrator                        | Padre            |

### Televisión
| Año           | Título                                                         | Papel                        | Notas        |
| ------------- | -------------------------------------------------------------- | ---------------------------- | ------------ |
| 2017–presente | Chicago Fire                                                   | Tom Van Meter                | 20 episodios |
| 2020          | Utopia                                                         | Dale Warwick                 | 3 episodios  |
| 2013–2014     | The Americans                                                  | Sanford Prince               | 4 episodios  |
| 2011          | Inside                                                         | Narrador                     | 1 episodio   |
| 2011          | The American Experience                                        | Voz de Adolphus Greely       | 1 episodio   |
| 2009          | White Collar                                                   | Gary                         | 1 episodio   |
| 2007          | Grey's Anatomy                                                 | Dustin Klein                 | 1 episodio   |
| 2007          | Medium                                                         | Michael Levitt               | 1 episodio   |
| 2006–2014     | Most Evil                                                      | Narrador                     | 38 episodios |
| 2006          | As the World Turns                                             | Steve Colby                  | 2 episodios  |
| 2006          | The Mikes                                                      | Mike Stanley                 | Telefilme    |
| 2005          | Law & Order: Trial by Jury                                     | George Gibson                | 2 episodios  |
| 2000–2006     | Law & Order: Special Victims Unit                              | Beau Miller / Gregory Hensal | 2 episodios  |
| 2000          | Third Watch                                                    | Frank Matthews               | 1 episodio   |
| 2000          | Perfect Murder, Perfect Town: JonBenét and the City of Boulder |                              | Telefilme    |
| 2000          | Future Man                                                     | Dr. Francis                  | 1 episodio   |
| 1997–1999     | Oz                                                             | Rick Donn                    | 10 episodios |
| 1996          | Almost Perfect                                                 | Tony Madden                  | 1 episodio   |
| 1995          | New York Undercover                                            |                              | 1 episodio   |
| 1995          | Law & Order                                                    | Sr. Wiley                    | 1 episodio   |
| 1989          | Howard Beach: Making a Case for Murder                         |                              | Telefilme    |

### Videojuegos
| Año  | Título                     | Papel |
| ---- | -------------------------- | ----- |
| 2008 | Need for Speed: Undercover | Voces |
| 2010 | Need for Speed: World      | Voces |